# Bab Dekkakin

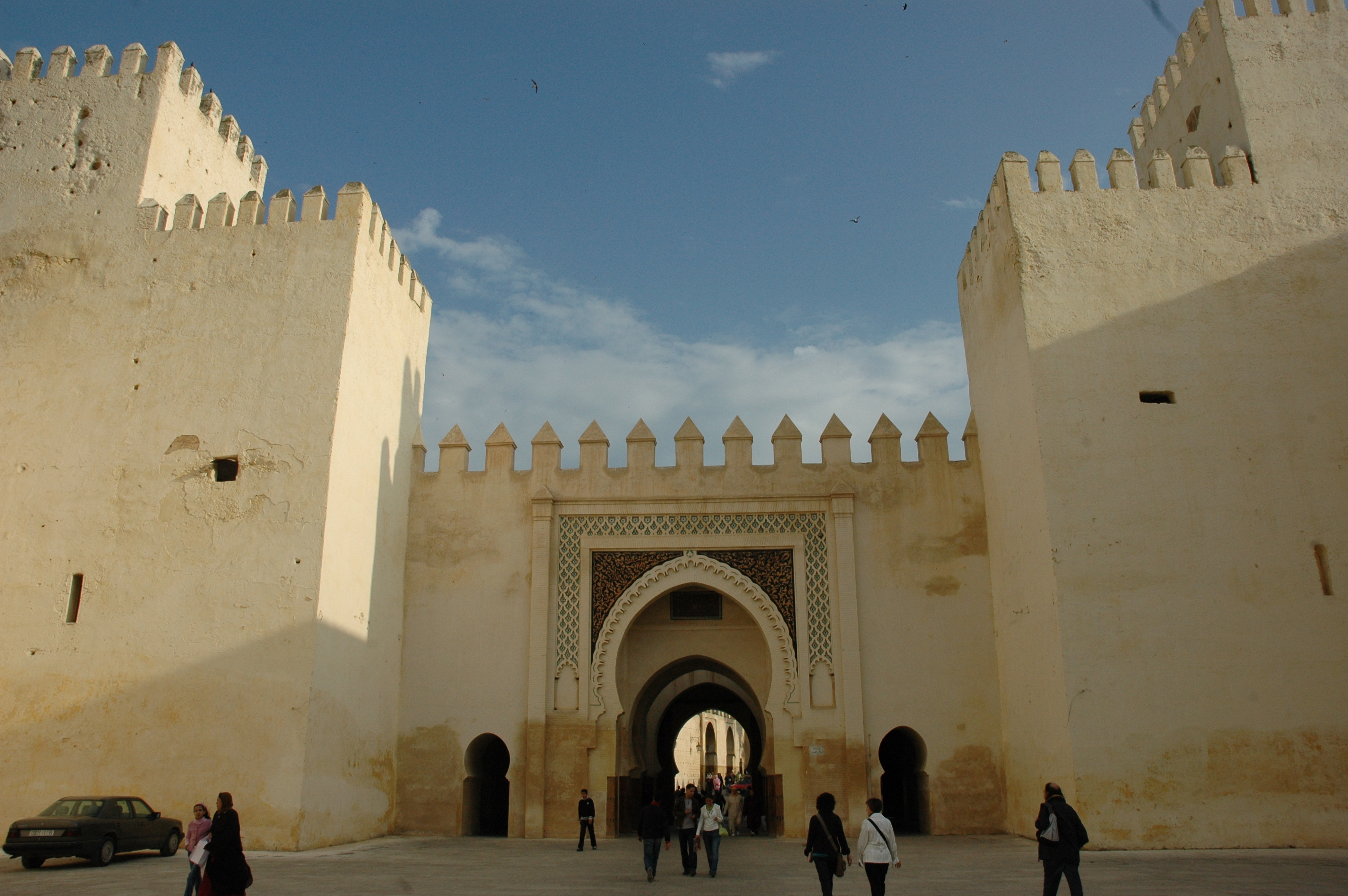
Bab Dekkakin, Außenseite

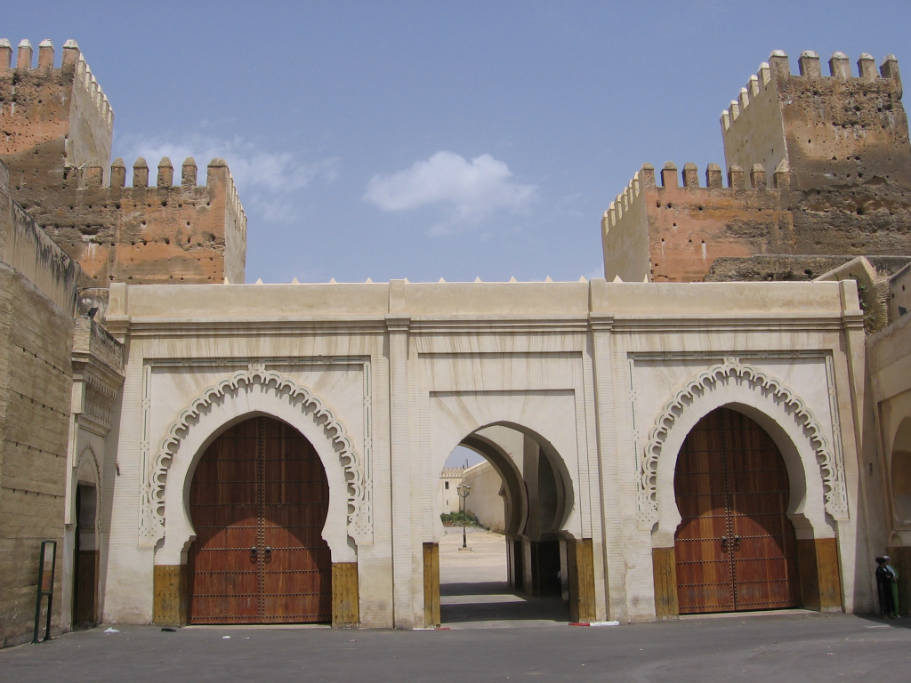
Innenseite

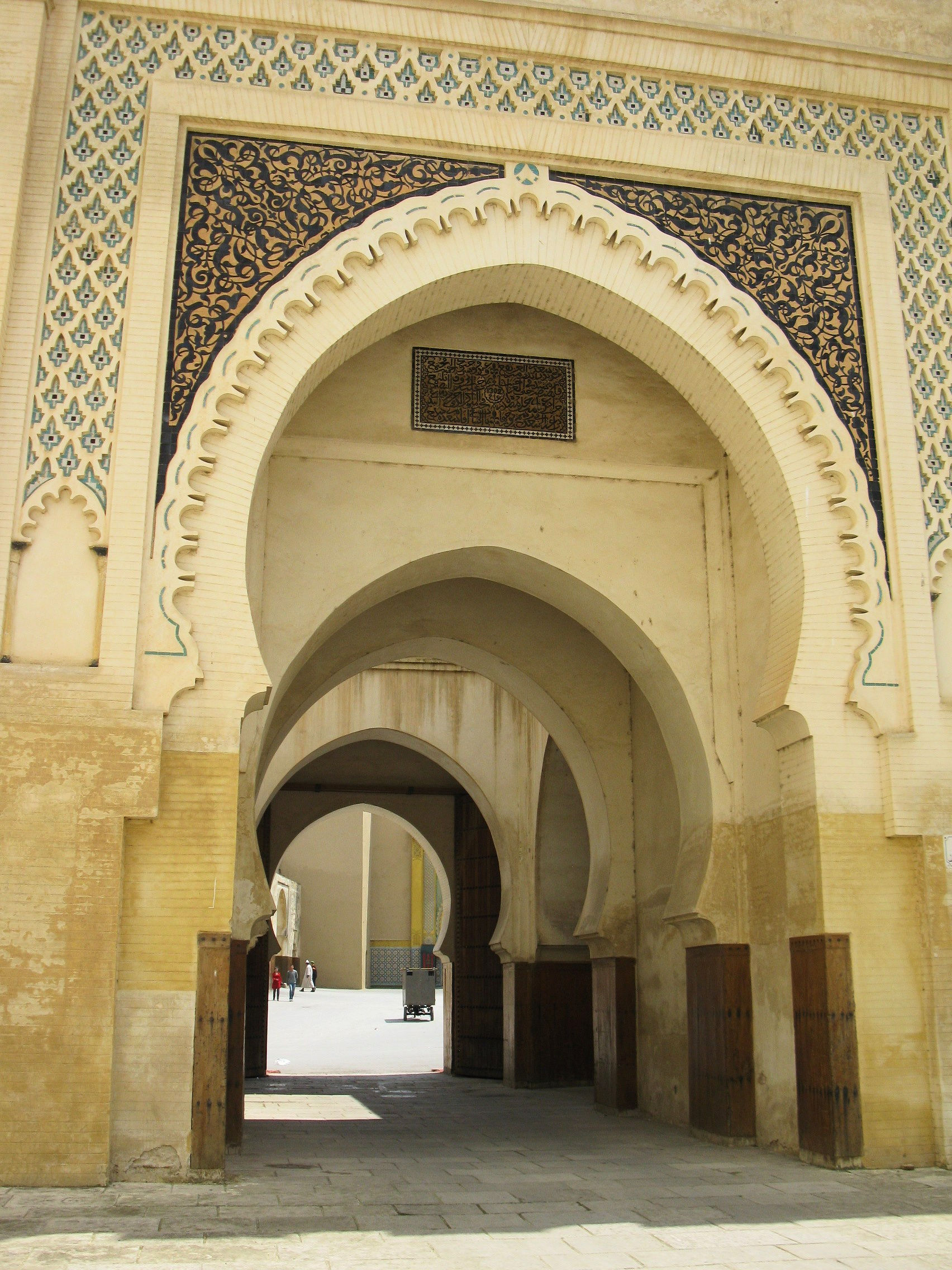
Tordurchgang

Das Bab Dekkakin (arabisch باب الدكاكين, DMG Bāb ad-Dakākīn, alter Name Bab es-Sebaa = „Löwentor“) ist das Haupttor zum Palastviertel in der Medina von Fès-el-Jdid, Marokko. Als deren Bestandteil gehört es seit dem Jahr 1981 zum UNESCO-Welterbe.

## Lage
Das Tor liegt am ehemaligen Paradeplatz (mechouar) am Eingang von Fès-el-Jdid. Von Fès-el-Bali kommende Besucher gehen zumeist links am Tor vorbei in die geradlinig verlaufende Geschäftsstraße der Grande Rue du Fès-el-Jdid.

## Geschichte
Im Rahmen des Baus der neuen Medina im Jahr 1276 im Auftrag des Meriniden-Sultans Abu Yusuf Yaqub erbaut, bildete es Jahrhunderte lang bis zur Fertigstellung der neuen siebentorigen Fassade auf der anderen Seite des Palastbereichs im 20. Jahrhundert den Eingang zum Königspalast (Dar-el-Makhzen).

## Architektur
Während die benachbarten Bauten weitgehend aus Stampflehm erbaut wurden, besteht die Kernkonstruktion des Tores aus gebrannten Ziegeln. Der mit Hufeisenbögen versehene Torbau ist tiefenräumlich angelegt. Die Außenfassade zeigt in unterschiedlicher Technik gefertigte und den Bogen in der Form eines alfiz rahmende Kachelmosaike, wohingegen die Innenseite in Form eines dreibogigen Triumphbogens gestaltet ist. Ehemals hatte das Tor einen abgewinkelten Durchgang.